# Cidade da Paz
Cidade da Paz (em espanhol: Ciudad de la Paz; em francês: Ville de Paix), anteriormente conhecida como Oyala, é uma cidade da Guiné Equatorial que está sendo construída para substituir Malabo como a capital nacional. Estabelecida como um distrito urbano em Wele-Nzas em 2015, é agora a sede administrativa de Djibloho, a mais nova província da Guiné Equatorial criada em 2017, e está localizada perto da cidade de Mengomeyén. Em 2017, a cidade foi oficialmente renomeada para Cidade da Paz (Ciudad de la Paz).
A localização da cidade planejada foi escolhida por seu fácil acesso e clima ameno. Foi projetado pelo ateliê português de arquitetura e urbanismo FAT - Future Architecture Thinking. Projeta-se que tenha cerca de 200 mil habitantes, um novo prédio para o Congresso, várias residências presidenciais e uma área de 8 150 hectares. A construção dessa nova capital foi criticada pela oposição política ao presidente Teodoro Obiang, a força motriz por trás da iniciativa. O governo da Guiné Equatorial começou a se mudar para a cidade no início de 2017.